# Петле
Петле (ударник)– детайл от ударно-спусковия механизъм в съвременното огнестрелно оръжие, предназначен за разбиване на капсулата и произвеждане на изстрел. Петлето, като правило, представлява чукче, което след натискане на спусъка от бойно положение извършва въртящо движение под действиеето на бойната пружина и нанося удар по капсула (непосредствено или чрез ударника който се движи обикновено линейно). Името (на руски: курок) е заимствовано в руския из полския език, в който думата kurek („петле“ > „курок“) е калка от немското Hahn („петел“ > „курок“).
Има открито и скрито петле на оръжието. Откритото петле обикновено има на тилната си част издатина (глава, спица), позволяваща за се запъне петлето с палец.
В някои образци оръжие, например, във винтовката образец 1891 – 1930 г., петле се нарича накрайника в задния край на ударника с възможност за запъване и захват за пръстите.
В остарелите оръжейни системи ролята на петлето е малко по-различна:
- В оръжията с фитилен механизъм петлето е държач на тлеещия фитил и, завъртайки се около оста си, натиква фитила към затворното отверстие.
- В оръжията с колесен механизъм и ударен кремъчен механизъм на петлето се закрепва кремъка.

В руската разговорна реч има израз, който погрешно оприличава петлето на спусъка, при натискането на който ударно-спусковия механизъм се привежда в действие (например, „нажал на курок“). Петлето може да се запъне, да се натегне, опъне, да се взведе (в миналото израза е бил „взведи петлето“), да се отпусне; да се натиска на него, като цяло, е безполезно.
Петле в руския език се нарича и сходното на външен вид лостче за натягане на пружината за старите фотоапарати.